# Verstoppertje
Verstoppertje is een kinderspel gespeeld met een groep.

## Spelopzet
Eén persoon is de zoeker en telt met de ogen dicht tot een afgesproken getal, terwijl de anderen zich verstoppen. Dit kan buiten zijn op een terrein met veel verstopplaatsen, zoals een schoolplein, maar met kleine kinderen is het ook heel goed binnen te spelen. Na het tellen roept de zoeker “Wie niet weg is, is gezien, ik kom!” en probeert iedereen te vinden die zich heeft verstopt. Of de zoeker moet na het tellen wachten tot hij “Kom maar” hoort roepen waarna hij mag beginnen met zoeken. Een voordeel van het laatste is dat de zoeker daarmee ook meteen een hint krijgt, waar hij precies moet zoeken. Het spel is afgelopen als de zoeker iedereen heeft gevonden. 

## Varianten
Er zijn verschillende variaties mogelijk. Er kan een buutplaats worden bepaald. Een buutplaats is meestal een duidelijk element van het gekozen speelgebied als een regenpijp, lantaarnpaal, boom of putdeksel. Iedereen die gevonden is, moet daar worden gemeld (gebuut, zie onder voor de Vlaamse pidot benamingen). Dit doet de zoeker door “Buut!” te roepen, meestal gevolgd door degene die gevonden is en waar hij zich heeft verstopt. Mensen die zich hebben verstopt kunnen zich ook vrij-buten bij de buutplaats door “Buut vrij” te roepen. De laatst gezochte persoon kan iedereen vrij-buten door “Buut vrij voor de hele pot” of “Buut vrij voor de hele kliek” te roepen. Soms wordt het spel zo gespeeld dat iedereen die zich vrij buut ook kan kiezen om de rest vrij te buten. Dan is de zoeker dus pas klaar als hij iedereen achtereen heeft gevonden zonder dat iemand de buutplaats haalt.  Het is niet de bedoeling zich direct naast de buutplaats te verstoppen om zodoende na het aftellen onmiddellijk “Buut vrij” te kunnen roepen. Om dit tegen te gaan kan een minimumafstand worden afgesproken vanaf de buutplaats. Ook telt de zoeker om die reden vaak bij de buutplaats af. Wie niet weg is, wordt, gezien deze afspraak, direct als gevonden en "gebuut" beschouwd en krijgt daarom in de volgende beurt de zoekersrol. In Vlaanderen wordt deze versie 'verstoppertje bedot' genoemd, waarbij dezelfde regels gelden, alleen gebruikt men hier de termen bedotplaats, bedot (naam persoon) en bedot voor heel het kot.
Bij de variant busjekruit, ook busjetrap of blikjetrap genoemd is de buutplaats een bal die weggetrapt wordt of een blikje. Hierbij kan de bal ook als buutplaats dienen.
Een andere variant is de "kom erbij" of omgekeerd verstoppertje. Hier is er slechts één persoon die zich dient te verstoppen. De anderen gaan na een telperiode zoeken en dienen zich bij de verstopper te voegen. Degene die er het laatste bij komt zitten, is de verliezer.
Tot slot bestaat de variant 'tien tellen in de rimboe'. Hierbij is weer één persoon de zoeker, maar telt hierbij af van tien naar nul. De overige spelers verstoppen zich nu binnen deze tijd. De zoeker mag echter niet van zijn plaats komen bij het vinden van de anderen. Als de zoeker niemand meer kan vinden, sluit deze speler opnieuw zijn ogen. De zoeker telt nu van negen naar nul. Spelers die nog niet gevonden zijn moeten de zoeker nu aantikken en opnieuw verstoppen. De volgende ronde krijgen de spelers opnieuw één tel minder de tijd om zich te verstoppen. Wie dit het langst volhoudt, wint het spel.

## Buut
Het woord buut betekent eigenlijk "doel, mikpunt". In oudere teksten wordt het nog wel aangetroffen: iemand loopt dan bijvoorbeeld "zonder buut" in het rond. Bij spelletjes, waaronder Verstoppertje, is het een fysieke plek die bereikt moet worden. Het Franse but, "doel" ligt eraan ten grondslag. (WNT)